# Antoni Madej
Antoni Madej (ur. w 1899, zm. w 1989) – polski poeta i tłumacz z języka czeskiego i słowackiego; związany z Lublinem.

## Zarys biograficzny
W Lublinie przebywał od 1921. Studia polonistyczne ukończył na Katolickim Uniwersytecie Lubelskim. Później pracował jako nauczyciel.
Madej publikował regularnie na łamach dziennika Ziemia Lubelska. Swój debiut literacki Płonące lonty wydał pod szyldem grupy Kadra, z którą współpracował w latach 1929-1931. 
Był aktywnym współuczestnikiem życia literackiego w Lublinie i współtwórcą odrodzenia poetyckiego w tym mieście w okresie międzywojennym.
Następnie był związany z warszawskim czasopismem Zet. Swoje prace publikował także w m.in. w czasopiśmie literackim Kamena.
W okresie wojny działał w organizacji konspiracyjnej Unia. Po wojnie, w 1948, został za to skazany na 7 lat więzienia.
Potem był związany m.in. z warszawskim środowiskiem dziennikarskim.

## Twórczość
Tworzył lirykę refleksyjną, jednak najlepszą częścią jego dorobku była liryka osobista i kontemplacyjna. Wyraża się ona czystością tonu oraz uwrażliwieniem metafizycznym.
Jego prace odznaczają się pokorą wobec świata i szukają niezwykłości w prozie dnia codziennego.  

## Ważniejsze prace
Wybrane tomiki poezji:
- Płonące lonty (1931)
- Pieśń o Bałtyku (1932)
- Widnokrąg (1933)
- Twarz (1934)
- W grudzie ziemi (1934)
- Drzewo figowe (1938)